# نظرية تنظيم العمل
طوّر وينفريد هاكر نظرية تنظيم العمل (أو نظرية تنظيم النشاط) في ثمانينيات القرن العشرين. تخدم النظرية حجر أساس لنمذجة ظروف العمل. بالنسبة للنموذج العام للعملية تملك النظرية جذورًا من نظرية النشاط النفسي السوفييتي من ناحية، ومن ناحية أخرى تعتمد على نموذج T. O. T. E.  (اختبر - شغّل - اختبر - اخرج)، وهو نموذج أسّسه ميلر وجالانتر وبريبرام. النهج المتبع في نظرية تنظيم الفعل هو دمج المفاهيم العلمية المعرفية والسلوكية والاجتماعية. ويُستخدم هذا الدمج لتقديم بيانات توضيحية ونموذجية حول ظروف العمل. يتحدث هاكر في هذا السياق عن نشاط العمل الشامل، الذي يعد معيارًا أساسيًا لتنمية الشخصية. من خلال ما ورد أعلاه، يجب التغلب على تجزئة نشاط العمل والإدارة العلمية. كنهج سيبراني، تكون الفكرة الأساسية للعمل أو النشاط هي التنظيم. ثمة فجوة بين نشاط العمل المرئي، والعمليات المعرفية غير المرئية، ووعدت نظرية تنظيم العمل بإغلاقها. من المفترض معرفة خطوات العمل وتحليلها بدقة من خلال استخدام نموذج هيكلي متسلسل.

## الأنثروبولوجيا الكامنة
يتعامل الفرد بوعي، وتخطيط، وبشكل هادف مع بيئته، يحتكم بنشاط إلى البيئة، التي تحتكم بدورها للفرد مرة أخرى. لا تتغير البيئة فحسب من خلال هذا التفاعل، بل يتغير الفرد، وشخصيته أيضًا. تؤكد نظرية تنظيم العمل على رؤية الفرد بشكل كلي. من ناحية أخرى تبرز النظرية التنظيم الواعي للأنشطة. من خلال هذا الجانب المنعكس في موضوع التحكم في النشاط (نموذج T.O.T.E)، ثمة تخطيط عقلاني قوي لمفهوم الإنسان.

## وصف نموذج تنظيم العمل
الفكرة الأساسية في نظرية تنظيم العمل هي تنظيم عملية النشاط. الجانب القريب من هذه النظرية هو مزيج من العمليات المعرفية الداخلية مع الأنشطة الخارجية. تستند الأعمال، أو الأنشطة إلى الأهداف، وعمليات التخطيط، وعمليات التنفيذ، وعمليات التحكم التي تؤدي القرارات الواعية بها إلى تدفّق الأنشطة نحو اتجاه معين. تتحقق الأهداف المرغوبة مُسبقًا عبر أفعال حقيقية. يجب تصوّر العملية المذكورة من خلال نموذج هيكلي متسلسل هرمي، ويجب تحديد الأهداف بدقة وتحليلها، وتحديد خطوات العمل المتتابعة.
يحدث التوجه وتحديد الأهداف واختيارها على مستوى التنظيم الفكري، إضافة إلى تخطيط الأهداف الفرعية وخطط العمل. وتكون هذه العمليات الإدراكية خاضعة للوعي. ثمة تحت هذا المستوى ما يسمى المستوى التنظيمي الإدراكي المفاهيمي، الذي يحتوي على خطط عمل لها علاقة بعمليات الحُكم، والتصنيف. تُراقَب الإجراءات باستمرار من خلال حلقة الارتجاع لضمان تحقيق نتيجة إيجابية نحو الهدف المخطط له، وفي الحالات الأخرى ستُجرى تعديلات عليه. توصَف عمليات التحكم عبر نموذج T.O.T.E. لميلر وغالانتر وبريبرام بدلًا من وحدة هاكرز في. في. آر (وحدة المقارنة ثم التعديل ثم الارتجاع). نظرًا لأن المستوى الأدنى منه يُعد المستوى التنظيمي الحسي الحركي، الذي لا يملك هدفه الخاص، بل يعتمد على المستويات العليا. يحتوي هذا المستوى على العمليات أو الأنشطة الفردية، التي تتبع بعضها بشكل متسلسل. معظم الأعمال لا يكون الوعي هو المسؤول عنها. يمكن أن تؤدي الممارسة الكافية وتكرار الأعمال الفردية إلى أعمال تلقائية تسمى بالأعمال المعتادة. تشكل عملية التنشئة الاجتماعية، واستيعاب المعايير والقيم ارتياحًا فيما يتعلق بتعريف الهدف على المستوى التنظيمي الفكري الذي يتبع له من ناحية، ومن ناحية أخرى، يشكل التعود إراحة فيما يخص المستوى السفلي. من خلال العمليات السابقة تتفرّغ القدرات الفكرية للتركيز على التقدم نحو تحقيق الهدف المنشود، وزيادة فعاليته. ترمز الأسهم في كلا الاتجاهين إلى السيطرة المستمرة على السلوك الخاص مع الهدف المتوقع (مقارنة الهدف الفعلي).
يُعد الارتجاع المُنتظم ضروريًا لنموذج هاكرز من أجل ضمان السلوك الهادف، وقد وضّح أيضًا أهمية حلقات التحكم، ففي أدنى مستوى، يعرض المثلث الأول العمليات الدائرية الكلاسيكية. حرف G هو هدف، أو هدف فرعي، ويصف T1-T4 العمليات أو التحويلات أو الإجراءات الفردية اللازمة للوصول إلى الهدف. على الرغم من أن عدد العمليات المعروضة هي مجرد مثال. لكن يمكن أن يختلف عدد العمليات في كل مستوى اعتمادًا على العديد من الجوانب، مثل تعقيد المهمة.
المثلث الثاني هو الملحق للرقم الأول عن طريق إضافة أسهم إضافية، تؤكد على ردود الفعل المستمرة التي تحدث أثناء إجراء ما. من المهم الإشارة إلى أن إنتاج الأنشطة وأداءها يمكن أن يكونا متزامنين تقريبًا. يمكن أن نضرب باللغة مثالًا على ذلك. يوضح وجود جانب كهذا أنه غالبًا لا توضع كامل التفاصيل في خطط العمل العامة.
بحسب الرسم التوضيحي، نأخذ «خسارة الوزن» هدفًا موجّهًا على المستوى التنظيمي الأعلى. يجب أن يتبع ذلك إلى أدنى مستوى تنظيمي حسي حركي بترابط واضح للإجراءات المطلوبة. المثلثات التالية إلى الأسفل يمكن أن تكون «طعامَا صحيًّا أكثر» و«إجراء المزيد من التمارين الرياضية». عندما ننظر فقط إلى «الطعام الصحي»،ستكون الأهداف الفرعية التالية هي «التخطيط للوجبات»، و«كتابة قائمة التسوق»، و«الذهاب إلى المتجر»، إلخ. إذا حدث انقطاع في مكان ما من العملية سيُعاد النظر في المهمة من خلال حلقات الارتجاع، وستوضع الاستراتيجيات البديلة موضع التنفيذ. يرجع السبب في أن الأشخاص المختلفين يعملون بطرق مختلفة إلى حقيقة أن الناس يملكون على سبيل المثال خلفيات مختلفة، وتنشئة اجتماعية ومعارف مختلفة، ويؤدي كل ذلك إلى عمليات إدراكية ونتائج مختلفة عند محاولتهم الوصول إلى نفس الهدف.

## نقد
النقد الأقوى لنظرية تنظيم الفعل هو عدم كفاية مشاركة الدافع في النظرية.